# シーロー・グリーン
シーロー・グリーン（CeeLo Green) またはシーロー (CeeLo) ことトーマス・デカルロ・キャラウェイ（Thomas DeCarlo Callaway、1975年5月30日 - ）は、アメリカのミュージシャン。歌もラップもこなし、ヒップホップともR&Bとも形容できる、多彩な才能の持ち主。

## 略歴

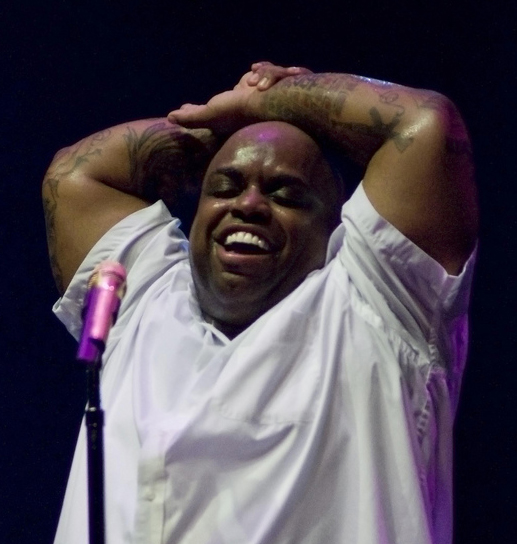
ライブでのシーロー・グリーン（2008年）

1975年5月30日、ジョージア州アトランタで生まれる。幼い頃からゴスペルに親しんでおり、ソウル・ミュージック、ファンク、ハードロック等の幅広い音楽を聴き、やがてヒップホップに出会う。

ビッグ・ギップ、T-Mo、クジョーとともに、グリーンはアトランタのヒップホップ・グループ、グッディ・モブのオリジナル・メンバーだった。彼は4人の中で最年少であった。グッディ・モブは、アトランタのラップ集団、「ダンジョン・ファミリー」の一部であり、アウトキャストも含まれていた。グッディ・モブは1994年、アウトキャスト1のデビュー・アルバム『Southernplayalisticadillacmuzik』に2曲参加し、「Call of da Wild」と「Git Up, Git Out」でグリーンがヴォーカルを務めた。。
1995年、グッディ・モブのメンバーとしてデビュー。
1999年、サンタナの大ヒット・アルバム『スーパーナチュラル』にゲスト参加する。
2002年にグッディ・モブを脱退し、ソロ・デビューを果たす。
2004年、かねてから親交のあったDJ、デンジャー・マウスと共にナールズ・バークレイを結成。2006年にシングル「Crazy」が全英シングルチャート売上げ年間1位となって話題になる。同年5月4日、ジミ・ヘンドリックスのトリビュート・アルバム『Power Of Soul』に参加し、「Foxey Lady」を歌う。
2011年大晦日、ニューヨーク市の新年カウントダウンイベントでジョン・レノンの「イマジン」を歌ったが、宗教に関する歌詞の一節を変えて歌ったために賛否両論を受けた。

## ディスコグラフィ

### ソロ・アルバム
- 『パーフェクト・インパーフェクションズ〜シー・ロー・グリーンの完全なる不完全性』 - Cee-Lo Green and His Perfect Imperfections (2002年)
- 『シー・ロー・グリーンはソウル・マシーン』 - Cee-Lo Green... Is the Soul Machine (2004年)
- 『ザ・レディ・キラー』 - The Lady Killer (2010年)
- Cee Lo's Magic Moment (2012年)
- Heart Blanche (2015年)
- CeeLo Green Is Thomas Callaway (2020年)

### グッディ・モブ
- 『ソウル・フード』 - Soul Food (1995年)
- Still Standing (1998年)
- 『WORLD PARTY』 - World Party (1999年)
- 『ワン・モンキー・ドント・ストップ・ノー・ショウ』 - One Monkey Don't Stop No Show (2004年)
- Age Against the Machine (2013年)
- Survival Kit (2020年)

### ナールズ・バークレイ
- 『セント・エルスホエア』 - St. Elsewhere (2006年)
- 『ザ・オッド・カップル』 - The Odd Couple (2008年)